# Edificio Albacar
El edificio Albacar está situado en la calle Grabador Esteve número 4 de la ciudad de Valencia (España).

## Edificio
El edificio es atribuido al arquitecto valenciano Vicente Rodríguez Martín, aunque no existe prueba documental de su autoría. Su estilo es ecléctico con influencia del estilo francés, lenguaje este último que puede apreciarse en toda la fachada. Fue construido en la década de 1920 a instancias de Salvador Albacar, diseñador y fabricante de muebles, quien también se hizo construir con anterioridad la Villa Victoria en Benicassim (Castellón) de estilo modernista valenciano. En la puerta principal del edificio se pueden observar las iniciales de su propietario forjadas en hierro.
Consta de planta baja, tres alturas y ático abuhardillado. Destaca la cuidada ornamentación dispuesta simetrícamente en la fachada y la planta principal, la más amplia y cuidada del edificio, como era usual en la época en el distrito del Ensanche de Valencia y la cuidada rejeria en forja de hierro. El patio del edificio, de amplias dimensiones y elegante estilo, fue concebido para carruajes y poseía ascensor. El remate del edificio está realizado en pizarra, en corcordancia con el estilo francés.